# Eriotrix lycopodioides
Espèce
Eriotrix lycopodioides est une espèce de plante à fleurs de la famille des Asteraceae, endémique de  l'île de La Réunion, département d'outre-mer français dans le sud-ouest de l'océan Indien.

## Description
Eriotrix lycopodioides est un sous-arbrisseau de petite taille qui atteint au maximum 20 à 30 cm de hauteur et forme un minuscule buisson densément ramifié. Les feuilles en aiguilles, sessiles et très rapprochées, sont appliquées contre les rameaux rigides, évoquant l'allure d'un lycopode, comme le signifie l'épithète spécifique lycopodioides (qui ressemble à un lycopode), ou de  brindilles de genévrier à feuillage écailleux, ainsi que le laisse entendre l'autre nom d'espèce que lui avait donné Cassini, juniperifolia (à feuilles de genévrier).
Les fleurs, toutes tubuleuses, sont portées par des capitules terminaux, solitaires et sessiles, sans involucre différencié. 
Une espèce voisine, Eriotrix commersonii, encore plus rare, se différencie d'Eriotrix lycopodioides par ses feuilles non appliquées et ses capitules groupés par deux ou plus, à involucres différenciés.

## Écologie
Eriotrix lycopodioides fait partie de la flore endémique de La Réunion. C'est une espèce qui  ne croît que dans les landes de haute altitude, entre 1 800 et 2 500 m, sur substrat rocheux. 
L'espèce est intégralement protégée.

## Synonymes
- Conyza lycopodioides Lam.
- Eriotrix juniperifolia Cass., 1817